# George Sterling
George Sterling (1 de diciembre de 1869-17 de noviembre de 1926) fue un poeta estadounidense y dramaturgo radicado en California que, durante su vida, fue celebrado en la costa del Pacífico como uno de los poetas norteamericanos más grandes, a pesar de que nunca tuvo un éxito equivalente en el resto de los Estados Unidos.

## Vida y carrera
Sterling nació en Sag Harbor, Long Island, Nueva York, el mayor de nueve hermanos. Su padre era el Dr. George A. Sterling, un médico que determinó hacer sacerdote a uno de sus hijos, y George fue el seleccionado para asistir, durante tres años, al St. Charles College en Maryland. Fue instruido en inglés por el poeta John B. Tabb. Su madre Mary era miembro de la familia Havens, prominente en Sag Harbor y el área de Shelter Island. Su hermano, Frank C. Havens, el tío de Sterling, fue a San Francisco a finales del siglo XIX y se estableció como un prominente abogado y desarrollador de bienes raíces. Sterling finalmente le siguió al oeste en 1890 y trabajó como corredor de bienes raíces en Oakland, California. Con la publicación en 1903 de su pequeño volumen de poesía, El Testimonio del Sol y Otros Poemas, se convirtió de inmediato en un héroe entre los literatos y artistas de East Bay, algunos de los cuales incluían a Joaquin Miller, Jack London, Xavier Martínez, Harry Leon Wilson, Perry H. Newberry, Henry Lafler, Gelett Burgess, y James Hopper.

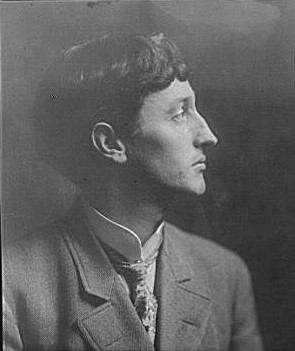
Fotografía de George Sterling tomada por Arnold Genthe, 9 de febrero de 1904.

En 1905, Sterling se mudó 120 millas al sur a Carmel-by-the-Sea, California, entonces un paraíso costero sin desarrollar, apartado y poco poblado, y pronto estableció un asentamiento para escritores bohemios de ideas afines y otros jóvenes de la contracultura. Una colonia paralela de pintores también se estaba desarrollando en este enclave. Carmel había sido descubierto por Charles Warren Stoddard y otros, pero Sterling lo hizo mundialmente famoso. Su tía política la señora Havens adquirió una casa para él en Carmel Pines donde vivió nueve años.[cita requerida] Además de los residentes del Área de la Bahía mencionados arriba, Sterling logró atraer, como visitantes o residentes semipermanentes, al iconoclasta satírico Ambrose Bierce, a la novelista Mary Austin, al fotógrafo artístico Arnold Genthe, al escritor Clark Ashton Smith, y al poeta Robinson Jeffers. Cuando una tormenta de controversia siguió a la publicación de Sterling A Wine of Wizardry en la revista Cosmopolitan de septiembre de 1907, otros rebeldes acudieron a Carmel, incluyendo Upton Sinclair y las hermanas MacGowan. Lo que atraía tanta atención en la prensa eran las historias (unas exageradas y otras verdades a medias) de fiestas nudistas en la playa, sexo libre (incluyendo homosexual), intercambio de esposas, fumaderos de opio, y avalanchas de suicidios. El más notorio fue el doloroso y prolongado suicidio por envenenamiento de Nora May French, una poetisa popular, en la propia casa de Sterling. Informes sensacionalistas sobre su supuesta ninfomanía y las numerosas visitas de amantes masculinos justo antes de su muerte, escandalizaron al público. El suicidio de la mujer de Sterling con cianuro solo añadió más combustible a las llamas. La correspondencia y diarios personales de Sterling revelan en realidad una comunidad más tranquila, aunque bohemia. A menudo se ofrecía voluntario en el Carmel's Forest Teather y una vez tuvo un papel protagonista en la obra teatral de Mary Austin El Fuego. Aparece descrito en dos novelas de Jack London: como Russ Brissenden en la autobiográfica Martin Eden (1909) y como Mark Hall en El valle de la luna (1913).

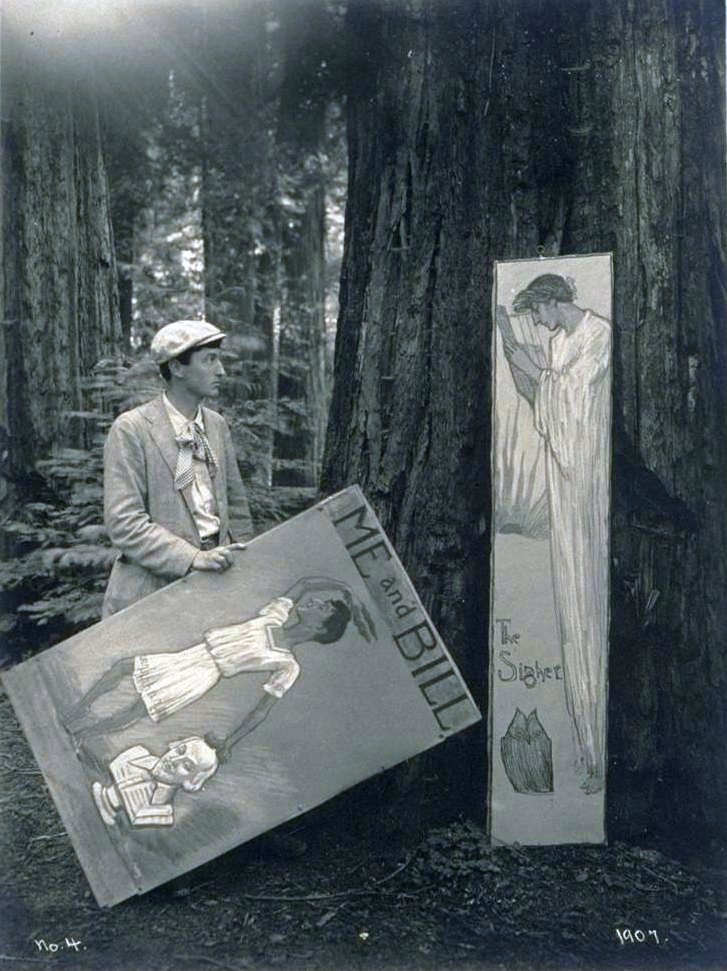
Sterling, posando con caricaturas de sí mismo en el Bohemian Grove, 1907.

Como 'El rey sin corona de Bohemia' (así le llamaban sus amigos), Sterling era el centro del círculo artístico en el área de la Bahía de San Francisco. Celebrado como la encarnación de la escena artística local, aunque olvidado hoy, Sterling fue en vida comparado con los inmortales: su nombre fue grabado en las paredes de la  Exposición Internacional Panamá-Pacífico junto a los de los grandes poetas del pasado.
Joseph Noel (1940) dice que el poema de Sterling, A Wine of Wizardry, ha "sido clasificado por muchas autoridades como el poema más grande jamás escrito por un autor norteamericano."
Según Noel, Sterling envió el borrador final de A Wine de Wizardry al normalmente ácido y crítico Ambrose Bierce. Bierce dijo "Si pudiera encontrar un defecto en él, debería llamarle rápidamente la atención... Me quita el aliento."
Sterling se unió al Bohemian Club y actuó en sus producciones teatrales cada verano en el Bohemian Grove. Para la obra principal del Grove en 1907, el club presentó El Triunfo de Bohemia, la obra en verso de Sterling describiendo la batalla entre el "Espíritu de Bohemia" y Mammón por las almas de los leñadores del bosque (grove). Sterling también suministró letras para los números musicales en las obras del Grove en 1918.
Bierce, quién aclamó el poema de Sterling El Testimonio de los Soles, en su columna "Prattle" en el periódico de William Randolph Hearst San Francisco Examiner, arregló la publicación de A Wine of Wizardry en el número de septiembre de 1907 de la revista Cosmopolitan, la cual proporcionó a Sterling cierta repercusión nacional. En una introducción al poema, Bierce escribió "Sea cual fuera la duración de los días de esta revista, no es probable que haga cualquier cosa más notable en la literatura que la publicación del poema del señor George Sterling, "A Wine of Wizardry." Bierce escribió a Sterling, "Casi no sé cómo hablar de ello. Ningún poema en inglés de igual extensión tiene tanta imaginación deslumbrante. Ni el propio Spencer arrojó tal profusión de joyas en un cofre tan pequeño".

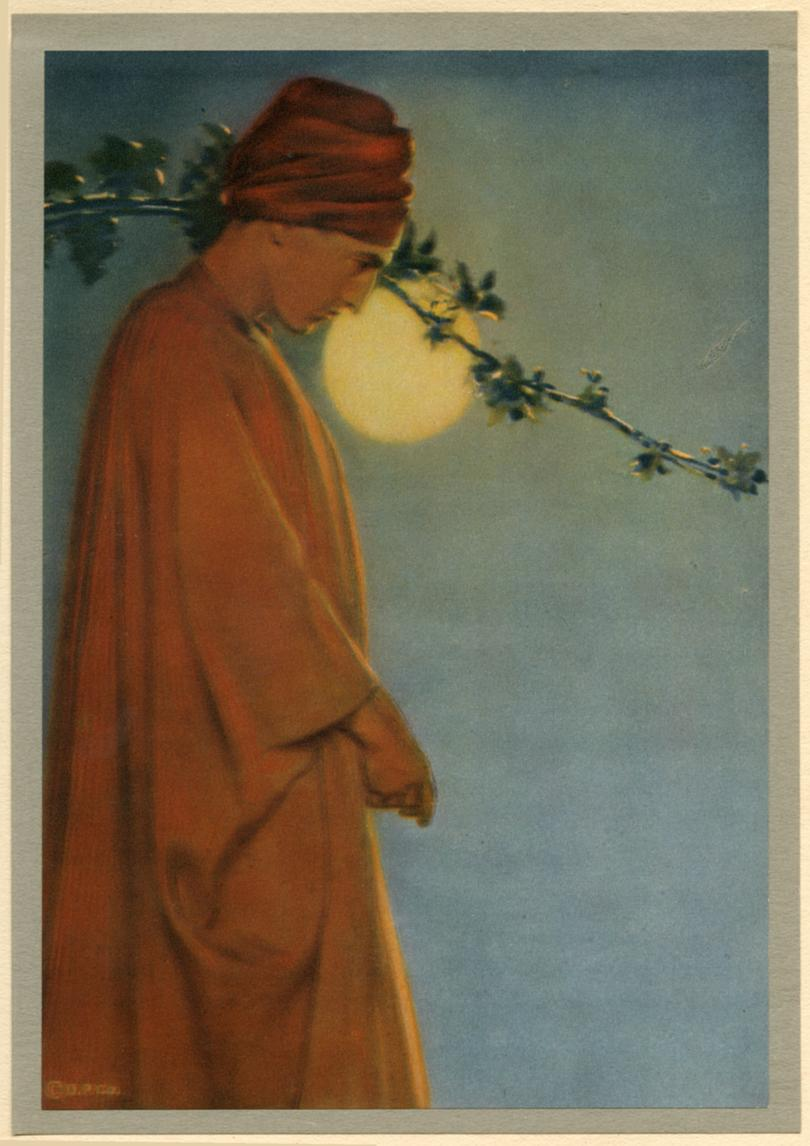
George Sterling posó para una ilustración de Adelaide Hanscom Leeson que acompañó a una impresión del Rubaiyat de Omar Khayyam.

Sterling cayó en la bebida y su mujer le abandonó. Noel, un conocido personal, dice que cuando empezó el poema, Sterling "se convenció de que había otro mundo aparte del que conocemos. Me repitió esto con tanta frecuencia que se volvió un poco tedioso. De los medios que empleó para conseguir vislumbrar ese otro mundo, no estoy tan seguro." Observó que "muchos antes de Sterling habían utilizado narcóticos para este fin;" que "George, el hijo de un médico, siempre había tenido acceso a las drogas que le apetecían;" dice que la esposa de Sterling dijo "que George había robado gran cantidad de opio a su hermano Wickham," y habla de "evidencia interna en el poema" en que "Sterling compara el despertar de la imaginación con un 'bronceado acariciado por amapolas floridas.'" A pesar de todo esto, Noel incide en decir "que no hay evidencia directa de que Sterling utilizó narcóticos."
Sterling también escribió para niños, La Saga del Pony Express.
A pesar de mentores tan famosos como Bierce e Ina Coolbrith, y su larga asociación y amistad con Jack London, Sterling nunca fue famoso fuera de California.
La poesía de Sterling es visionaria y mística, pero también escribió cuartetas vulgares a menudo impublicables por lo que permanecieron inéditas. Su estilo refleja el encanto romántico de poetas como Shelley, Keats y Poe, y proporcionó orientación y ánimo al joven Clark Ashton Smith, de estilo similar, en los inicios de su carrera.
Sterling llevó un vial de cianuro en el bolsillo durante muchos años. Cuando se le preguntó sobre ello, contestó "Una prisión se convierte en una casa si tienes la llave". Finalmente en noviembre de 1926, Sterling lo utilizó en San Francisco, en su cuarto en el Bohemian Club después de no recibir una visita esperada de H. L. Mencken. Kevin Starr escribió que "Cuando el cadáver de George Sterling fue descubierto en su habitación en el Bohemian Club... definitivamente la época dorada del San Francisco bohemio había llegado a un fin desgraciado."
El verso más famoso de Sterling está dedicado a la ciudad de San Francisco, "la ciudad fresca, gris de amor!".

## Monumentos
- Sterling Road en Berkeley fue nombrada en honor a George Sterling.
- Se cree que la Sterling Avenue en Alameda fue nombrada así en honor a George Sterling.
- Un banco de piedra fue dedicado a Sterling el 25 de junio de 1926 en la cresta de Hyde Street en Russian Hill.

## Selección de trabajos

### Volúmenes de poesía
- El Testimonio de los Soles y Otros Poemas (San Francisco: W. E. Wood, 1903; San Francisco: Un. M. Robertson, 1904, 1907).
- A Wine of Wizardry and Others Poems (San Francisco: Un. M. Robertson, 1909).
- La Casa de Orquídeas y Otros Poemas (San Francisco: Un. M. Robertson, 1911).
- Allende los Rompientes y Otros Poemas (San Francisco: Un. M. Robertson, 1914).
- Oda en la Apertura de la Exposición Internacional Panamá-Pacífico (San Francisco: Un. M. Robertson, 1915).
- La Ciudad Evanescente (San Francisco: Un. M. Robertson, 1915).
- The Caged Eagle and Others Poems (San Francisco: Un. M. Robertson, 1916).
- Yosemite: Una Oda (San Francisco: Un. M. Robertson, 1916).
- The Binding of the Beast and Other War Verse (San Francisco: Un. M. Robertson, 1917).
- Treinta y cinco Sonetos (San Francisco: Book Club of California, 1917).
- To a Girl Dancing (San Francisco: Grabhorn, 1921).
- Sails and Mirage and Others Poems (San Francisco: Un. M. Robertson, 1921).
- Selected Poems (New York: Henry Holt, 1923; San Francisco: Un. M. Robertson, 1923).
- Aguas extrañas (San Francisco: Paul Mayor [?], 1926).
- El Testimonio de los Soles, Incluyendo comentarios, sugerencias, y anotaciones de Ambrose Bierce: Un facsímil del original manuscrito (San Francisco: Book Club of California, 1927).
- Sonetos a Craig, Upton Sinclair, ed. (Long Beach, Calif.: Upton Sinclair, 1928; New York: Albert & Charles Boni, 1928).
- Five Poems ([San Francisco]: Windsor Press, 1928).
- Poems to Vera (New York: Oxford University Press, 1938).
- After Sunset, R. H. Barlow, ed. (San Francisco: John Howell, 1939).
- A Wine of Wizardry and Three Others Poems, Dale L. Walker, ed. (Fort Johnson: "a private press," 1964).
- George Sterling: A Centenary Memoir-Anthology, Charles Angoff, ed. (South Brunswick and New York: Poetry Society of América, 1969).
- La Sed de Satan: Poemas de Fantasía y Terror, S. T. Joshi, ed. (Nueva York: Prensa de Hipocampo, 2003).
- Poesía completa, S. T. Joshi y David E. Schultz, eds. (Nueva York: Hippocampus Press, 2013).

### Obras de teatro
- El Triunfo de Bohemia: Un Juego del Bosque (San Francisco: Bohemian Club, 1907).
- Con Hugo Hofmannsthal: The Play of Everyman (San Francisco: A. M. Robertson, 1917; Los Ángeles: Spring Press, 1939).
- Lilith: Un Poema Dramático (San Francisco: A. M. Robertson, 1919; San Francisco: Book Club of California, 1920; Nueva York: Macmillan, 1926).
- Rosamund: Un Poema Dramático (San Francisco: A. M. Robertson, 1920).
- Verdad (Chicago: Bookfellows, 1923; San Francisco: Bohemian Club, 1926).

### Canciones
- Con Lawrence Zenda (Rosaliene Travis, pseud.): Canciones (San Francisco: Sherman, Clay, 1916, 1918, 1928).
- Con Lawrence Zenda (Rosaliene Travis, pseud.): Eres Tan Bonita (San Francisco: Sherman, Clay, 1917).
- We're A-Going (San Francisco: Sherman, Clay, 1918).
- Con versos adicionales contribuyeron Jack London, Sinclair Lewis, Ambrose Bierce, Gelett Burgess, y otros sin determinar: The Abalone Song (San Francisco: Albert M. Bender [Grabhorn Press], 1937; San Francisco: Windsor Press, 1943; Los Ángeles: Tuscan Press, 1998).

### Prosa
- Robinson Jeffers: El Hombre y el Artista (Nueva York: Boni & Liveright, 1926).

### Cartas
- Dar a un Hombre una Barca para que pueda navegar: Cartas de George Sterling, James Henry, Ed. (Detroit: Harlo, 1980).
- De Baltimore a Bohemia: Las Cartas de H. L. Mencken y George Sterling, ed. S. T. Joshi (Rutherford, NJ: Fairleigh Dickinson University, 2001).
- Querido Maestro: Cartas de George Sterling a Ambrose Bierce, 1900-1912, Roger K. Larson, ed. (San Francisco: Book Club of California; 2002).
- The Shadow of the Unattained: Las cartas de George Sterling y Clark Ashton Smith, David E. Schultz y S. T. Joshi, eds. (Nueva York: Hippocamps Press, 2005).

### Volúmenes editados
- Con Bertha Clark Pope: Las cartas de Ambrose Bierce (San Francisco: Book Club of California, 1922).

A pesar de no estar acreditado, Sterling fue el coeditor de este volumen y escribió "Una Memoria de Ambrose Bierce" para él.
- Con Genevieve Taggard y James Rorty, El fin del continente (San Francisco: Book Club of California, 1925).